# Andrea de Adamich

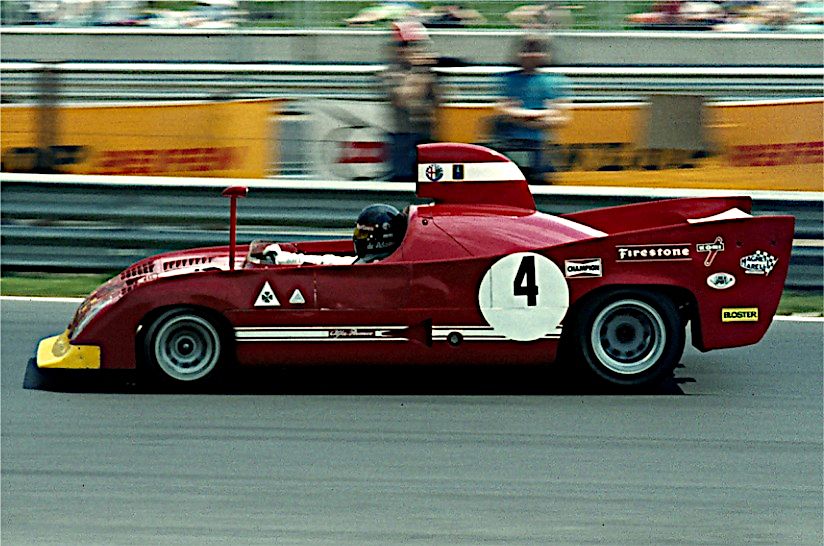
De Adamich sur Alfa Romeo 33 T12 au Nürburgring en 1974

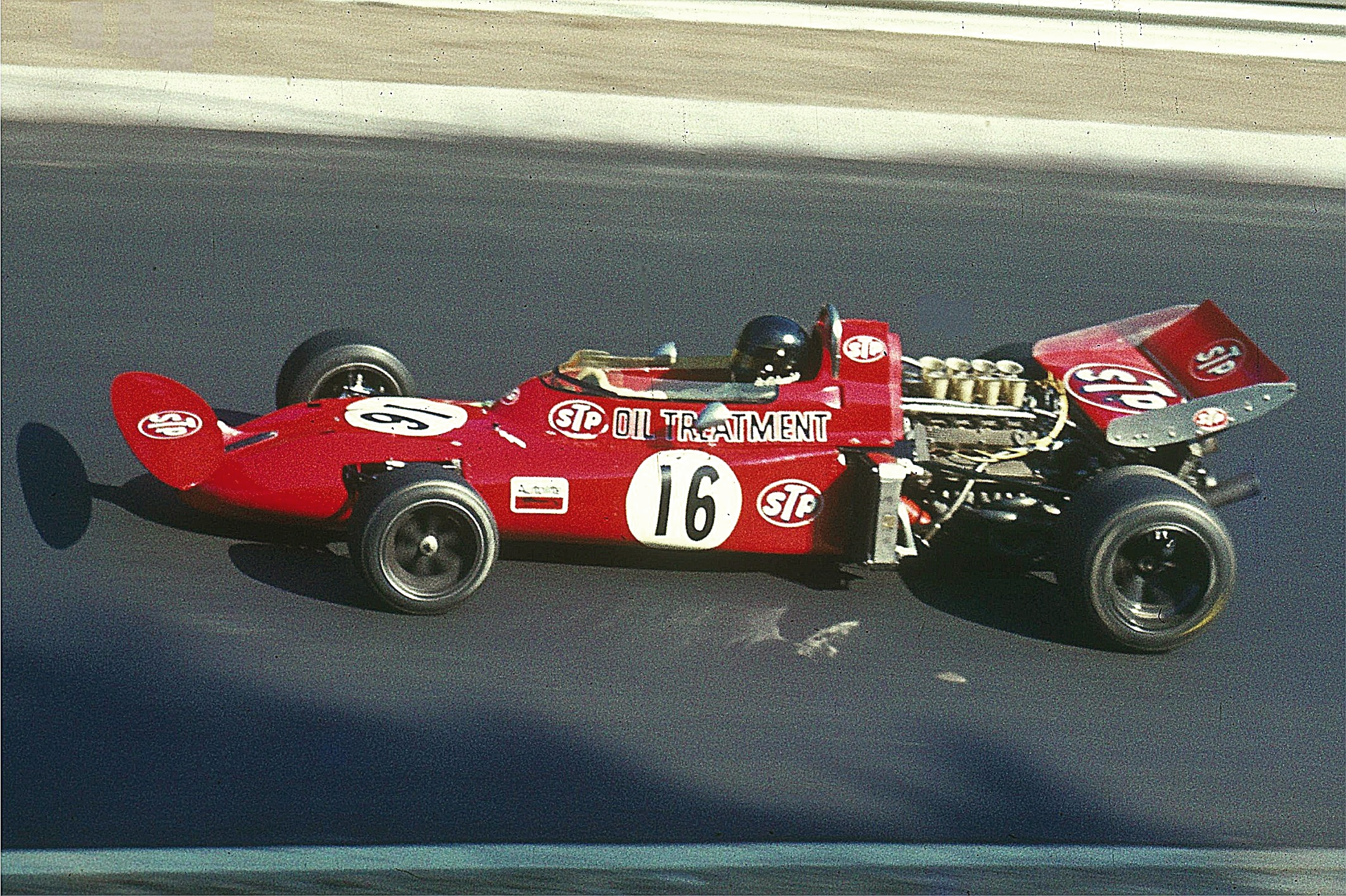
De Adamich sur une March lors du GP d'Allemagne 1971

Andrea de Adamich, né le 3 octobre 1941 à Trieste en Italie, est un pilote automobile italien. Il a pris le départ de 30 (pour 36 tentatives) Grands Prix du championnat du monde de Formule 1 entre 1968 et 1973. Il a également pris le départ de 4 Grands Prix hors championnat entre 1967 et 1972, se classant notamment deuxième du Grand Prix de la République Italienne en 1972, sur le circuit de Vallelunga, au volant d'une Surtees.
Avec pour coéquipier Nino Vaccarella, il a terminé quatrième des 24 heures du Mans 1972, sur Alfa Romeo T33/3.
En 1974, il crée la marque de vêtements Marlboro Leisure Wear qui deviendra Marlboro Classics et désormais MCS.

## Palmarès
- Vainqueur du Championnat d'Europe FIA des voitures de tourisme en 1966 et 1967
- Vainqueur du RAC Tourist Trophy en 1967
- Vainqueur des 6 Heures de Watkins Glen en 1971
- Vainqueur des 1 000 km de Brands Hatch en 1971 (avec Henri Pescarolo)

## Résultats en championnat du monde de Formule 1
| Saison | Écurie                                                                                      | Châssis           | Moteur        | Pneus     | GP disputés | Points inscrits | Classement |
| ------ | ------------------------------------------------------------------------------------------- | ----------------- | ------------- | --------- | ----------- | --------------- | ---------- |
| 1967   | Ecurie Filipinetti                                                                          | Cooper T81        | Maserati V12  | Firestone | 0           | 0               | n.c.       |
| 1968   | Scuderia Ferrari SpA SEFAC                                                                  | 312               | Ferrari V12   | Firestone | 1           | 0               | n.c.       |
| 1970   | Bruce McLaren Motor Racing                                                                  | M7D M14D          | Alfa Romeo V8 | Goodyear  | 4           | 0               | n.c.       |
| 1971   | STP March Racing                                                                            | 711               | Alfa Romeo V8 | Firestone | 7           | 0               | n.c.       |
| 1972   | Ceramica Pagnossin Team Surtees Clarke-Mordaunt-Guthrie Racing Brooke Bond Oxo Team Surtees | TS9B              | Cosworth V8   | Firestone | 12          | 3               | 17e        |
| 1973   | Ceramica Pagnossin Team Surtees Ceramica Pagnossin Team MRD                                 | TS9B Brabham BT42 | Cosworth V8   | Goodyear  | 6           | 3               | 15e        |

## Résultats aux 24 heures du Mans
| Année | Châssis            | Écurie                 | Coéquipier      | Résultat |
| ----- | ------------------ | ---------------------- | --------------- | -------- |
| 1970  | Alfa Romeo T33/3   | Autodelta SpA          | Piers Courage   | Abandon  |
| 1972  | Alfa Romeo 33 TT 3 | Scuderia Autodelta SpA | Nino Vaccarella | 4e       |